# 黃湘琳
黃湘琳（BONG Siong Lin, Diana，1985年9月5日—），馬來西亞女子武術運動員。

## 簡歷
2006年，黃湘琳代表馬來西亞出戰多哈亞運會，參加武術比賽，奪得女子南拳全能銅牌。